# Fiskaren

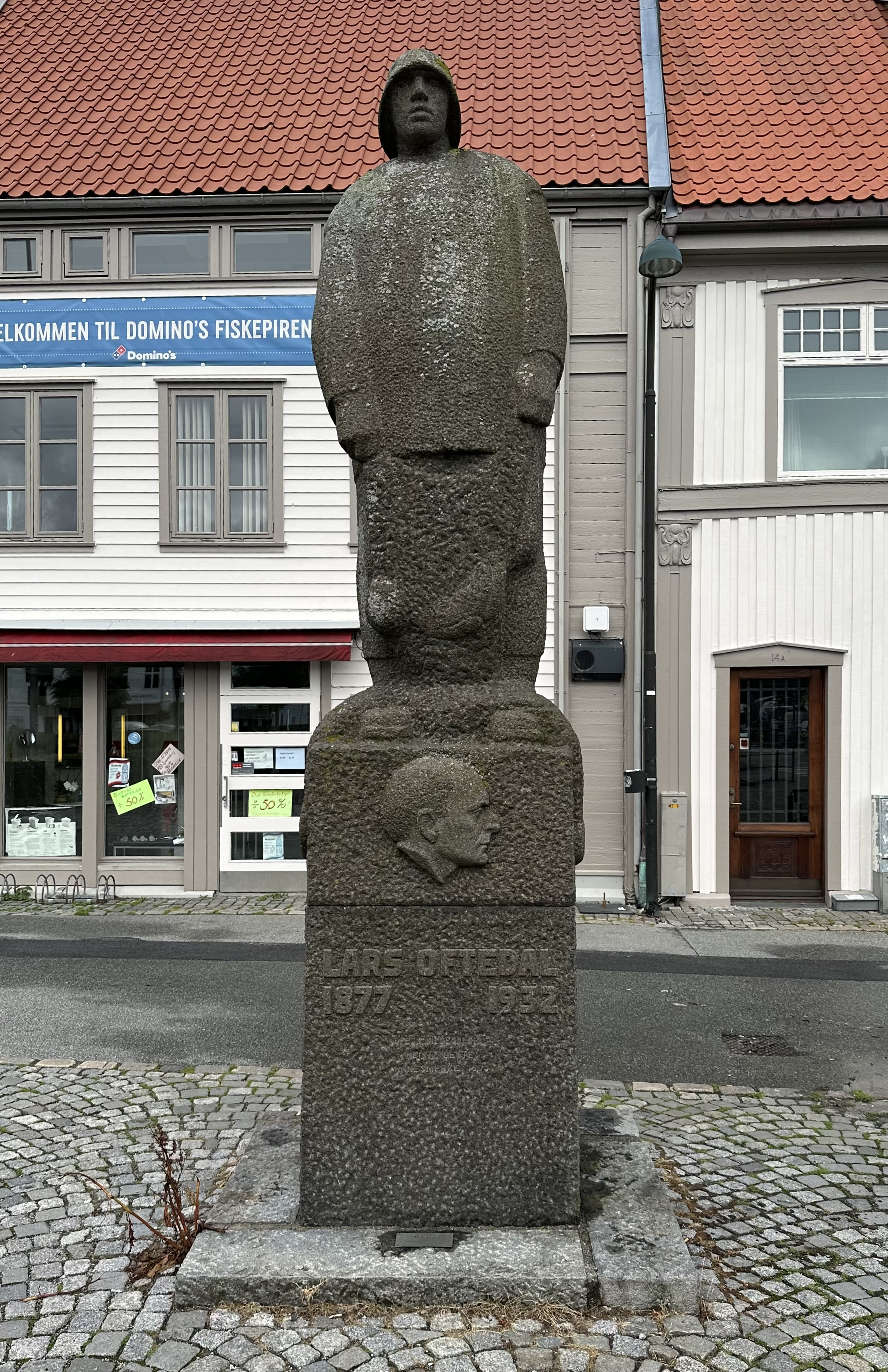
Fiskaren, 2023

Fiskaren (deutsch Der Fischer) ist ein Denkmal für den Politiker Lars Oftedal in der norwegischen Stadt Stavanger.

## Standort
Das Denkmal befindet sich in der Innenstadt von Stavanger, am südlichen, landseitigen Ende des Fiskepiren, auf einem kleinen Platz an der Einmündung des Bekhuskaien auf die Verksgata, an der Adresse Verksgaten 14.

## Gestaltung und Geschichte
Das Denkmal wurde von Kåre Odrud geschaffen und 1958 auf dem Jorenholmen enthüllt. Nach einiger Zeit wurde es jedoch wieder eingelagert und dann nach mehreren Jahren 1988 am heutigen Standort wieder aufgestellt.
Gestiftet wurde das Denkmal vom norwegischen Heringshandelsverband Norges Sildesalgslag. Damit wurde der Einsatz Oftedals für die norwegische Fischereiindustrie gewürdigt.
Das Denkmal ist aus Granit gefertigt und 3,55 Meter hoch. Die Breite beträgt 0,88 Meter, die Tiefe 0,75 Meter. Auch der Sockel ist aus Granit gefertigt.
Der obere Teil des Denkmals stellt die Figur eines Fischers in Arbeitskleidung dar. Auf der nach Osten weisenden Vorderseite ist im Halbprofil das Profil von Lars Oftedal abgebildet. Darunter befinden sich als Inschrift sein Name und die Lebensdaten:
Darunter befindet sich klein eine weitere nur schwer lesbare norwegische Inschrift.